# Önvezető autó
Az önvezető autó (angolul: autonomous car, driverless car, self-driving car, robotic car) emberi beavatkozás nélkül, digitális technológiák segítségével vezérelt, a közúti forgalomban közlekedni képes jármű. Érzékeli a környezetének részleteit, navigálja önmagát, így várhatóan kevesebb helyre van szüksége, ezért hatékonyabban hasznosítja a rendelkezésére álló útfelületet, elkerüli a közlekedési dugókat, és csökkenti a balesetek valószínűségét. Az önvezető autók autonóm biztonsági rendszereinek fontos tényezője a vezető nélküli vészmegállás mellett a vezető felügyelete alatti, de autonóm sávtartás is. Elterjedését egyelőre a megfelelő biztonsággal működő mesterséges intelligencia hiánya gátolja.

## Működése

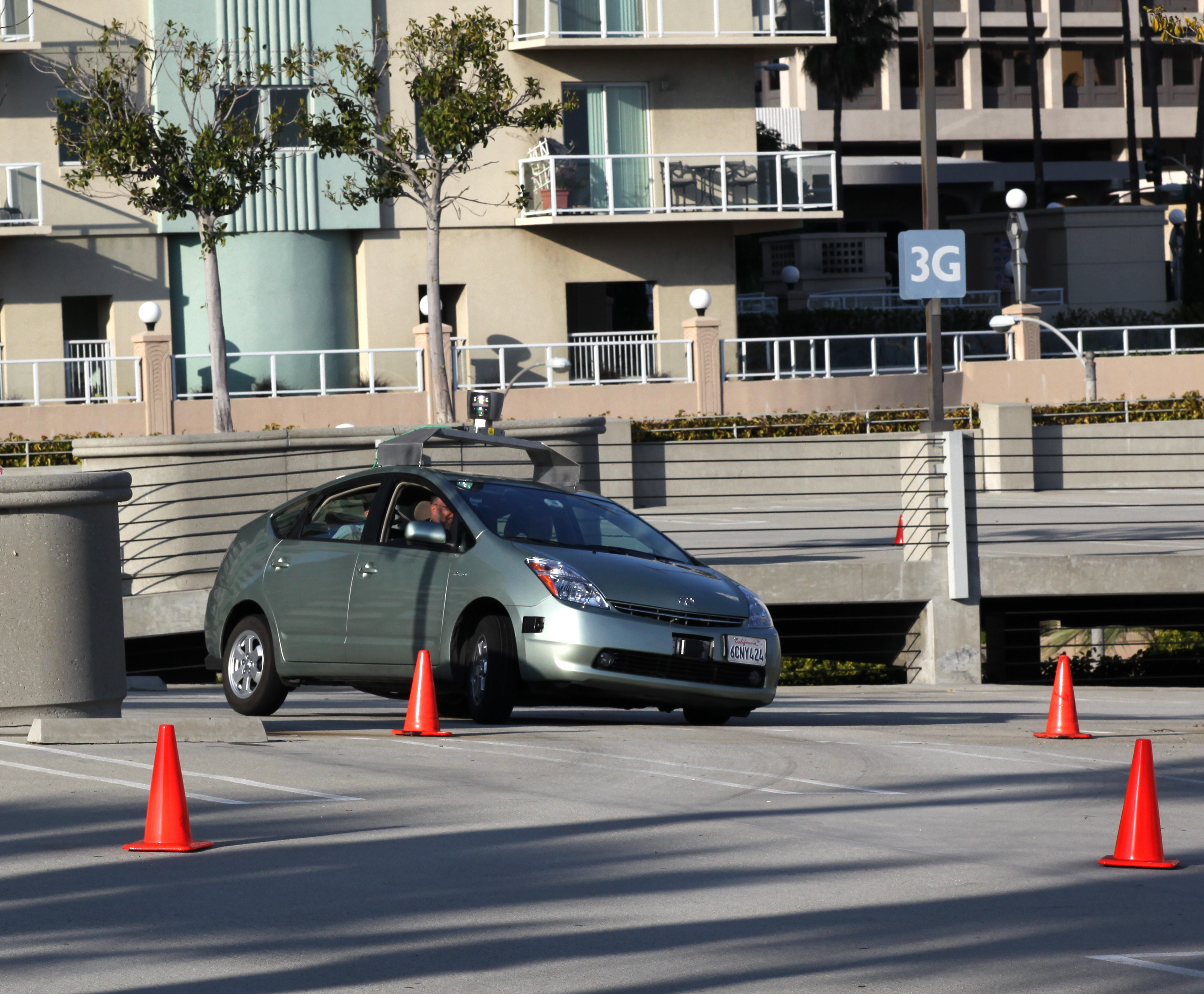
LIDAR-technológiával felszerelt Google autó a tesztpályán

Az önvezető autó navigációját általában számos érzékelő és modern navigációs eszköz, így például radar, lézerradar, GPS segítségével oldják meg.
A változások egyik kézzelfogható eredménye, hogy a gépjárművekben egyre több a számítástechnikai feldolgozó egység. Egy mai, átlagosnak nevezhető, középkategóriás gépkocsiban például nagyjából 50 darab ECU (Electronic Control Unit) található. Ezek a jármű alapvető működtetésén (pl. motorvezérlés) túl, növelik a jármű biztonságát (pl. menetstabilizáló rendszer), segítik a járművezetőt (pl. gépjárművezetés-támogató rendszer), és nem utolsó sorban emelik a vezető és az utasok komfortját az utazás során.  A legtöbb mai új járműben már megjelenik valamilyen V2V (Vehicle to Vehicle) és V2I (Vehicle to Infrastructure) kommunikációs technológia.
A kifejezetten közlekedés specifikus műszaki megoldások mellett ma már kulcsszerepet játszanak a közlekedő személyek által generált adatok is. Egyre több és részletesebb információ keletkezik az utazásokról, amelyeket egyelőre leginkább szeparáltan használnak fel. Ugyanakkor a közlekedésszervezés szempontjából óriási lehetőségek nyílnak meg ezen – ma már gyakran csak big data néven illetett – információk intelligens kiaknázásával. Például megfelelő adatfúziós eljárással a mindenhonnan érkező „adatmorzsákból” a jelenleginél sokkal pontosabb forgalmi modellezés és előrejelzés érhető el, továbbá a forgalmi igények befolyásolásával – és nem kényszerítésével – az adott közlekedési hálózatok kapacitáskihasználása is optimalizálhatóvá válhat (pl. dinamikus útdíj-rendszer).

### Az automatizáltság szintjei

#### SAE szabvány
A SAE (Society of Automotive Engineers) International 2014-ben egy szabvány formájában definiálta az autonóm gépjárművek terminológiáját, ill. megfogalmazta azok szintjeit az automatizáltság tekintetében (SAE, 2014). A definiált szintek alapvetően azt mutatják meg, hogy a dinamikus vezetési műveletek hogyan oszlanak meg az ember és a gép között a 0. (nincs automatizáltság) szinttől az 5. (teljesen automata rendszer) szintig. A teljes automatizáltságig alapvetően két evolúciós utat prognosztizálnak. Ezek a „valami mindenhol” és a „minden valahol” koncepciók. Az első variációban az automatikus vezetési rendszerek fokozatosan fejlődve kerülnek beépítésre a hagyományos gépkocsikba, követve az 1. táblázat szerinti lépcsőket a 0. szinttől az 5. szintig. Ezen a fejlődési úton a járművezetők egyre több dinamikus vezetési műveletet engednek át az automata rendszereknek. A másik – „minden valahol” – variáció szerint viszont a legmagasabb szintű automatizáltságú gépjárművek egyből „bevethetőek” és közlekedtethetők járművezető nélküli üzemmódban is a hagyományos autók mellett egészen addig, míg ki nem szorítják a régi, ill. részlegesen automatizált járműveket.
| SAE szint | Megnevezés                   | Leírás | Kormányzás, gyorsítás, lassítás        | Vezetési környezet figyelése | A dinamikus vezetési műveletek átvétele az önvezető rendszerek teljesítményének visszaesése esetén | Az önvezető rendszer képessége |
| 0         | Nincs automatizáltság        | A humán járművezető végez minden vezetési műveletet. A jármű teljes mértékben emberi irányítás alatt áll. | Humán járművezető                      | Humán járművezető            | -                                                                                                  | -                              |
| 1         | Gépjárművezetés támogatása   | A gépjárművezetés-támogató rendszer a kormányzási vagy a fékezési/gyorsítási műveletet átveheti, ill. segítheti a biztonságosabb működtetést. Mindemellett a jármű teljes mértékben emberi irányítás alatt áll.                  | Humán járművezető és automata rendszer | Humán járművezető            | Humán járművezető                                                                                  | Egyes vezetési módok           |
| 2         | Részleges automatizáltság    | A gépjárművezetés-támogató rendszer a kormányzási és a fékezési/gyorsítási műveleteket egyszerre átveheti, ill. segítheti a biztonságosabb működtetést. Mindemellett a jármű teljes mértékben emberi irányítás alatt áll.        | Automata rendszer                      | Humán járművezető            | Humán járművezető                                                                                  | Egyes vezetési módok           |
| 3         | Feltételes automatizáltság   | Az automata járművezető-rendszer irányítja az összes dinamikus vezetési műveletet feltételezve, hogy szükség esetén a humán járművezető megfelelően reagál egy beavatkozási kérésre vagy át tudja venni a vezetési műveleteket.  | Automata rendszer                      | Automata rendszer            | Humán járművezető                                                                                  | Egyes vezetési módok           |
| 4         | Magas szintű automatizáltság | Az automata járművezető-rendszer irányítja az összes dinamikus vezetési műveletet, még akkor is, ha a humán járművezető nem megfelelően reagál egy beavatkozási kérésre.                                                         | Automata rendszer                      | Automata rendszer            | Automata rendszer                                                                                  | Jópár vezetési mód             |
| 5         | Teljes automatizáltság       | Az automata járművezető-rendszer irányít minden dinamikus vezetési műveletet folyamatosan. Minden – a humán járművezető által is kezelhető – út-, ill. környezeti körülményt képes kezelni. A jármű ember nélkül is közlekedhet. | Automata rendszer                      | Automata rendszer            | Automata rendszer                                                                                  | Minden vezetési mód            |

Az „automata rendszer” kifejezés a gépjárművezetés-támogató rendszerre, azok kombinációjára, vagy az automata járművezető rendszerre utal.

#### BASt szabvány
A német Bundesanstalt für Straßenwesen (BASt, Német Szövetségi Útügyi Kutatóintézet) 2010-ben elsőként tette közzé a járműautomatizálás taxonómiáját. A szabályozás nem volt túl előrelátó, mert a BASt szintekben egyáltalán nem volt a SAE mai 5-ös szintjének megfelelő szint.
A BASt szintjeinek összehasonlítása a SAE szabvány szintjeivel:
| SAE szint | SAE megnevezés               | BASt szint                 |
| 0         | Nincs automatizáltság        | Csak humán járművezető     |
| 1         | Gépjárművezetés támogatása   | Támogatott gépjárművezetés |
| 2         | Részleges automatizáltság    | Részben automatizált       |
| 3         | Feltételes automatizáltság   | Magas szinten automatizált |
| 4         | Magas szintű automatizáltság | Teljesen automatizált      |
| 5         | Teljes automatizáltság       | -                          |

#### NHTSA szabvány
Az Amerikai Egyesült Államokban a National Highway Traffic Safety Administration (NHTSA, Nemzeti Közúti Közlekedésbiztonsági Hivatal) 2013-ban adta ki a hivatalos osztályozási rendszerét. Miután az SAE 2016-ban frissítette a J3016_201609 elnevezésű osztályozását, az NHTSA átvette az SAE szabványt, és az SAE osztályozás széles körben elfogadottá vált.

## Tesztelése

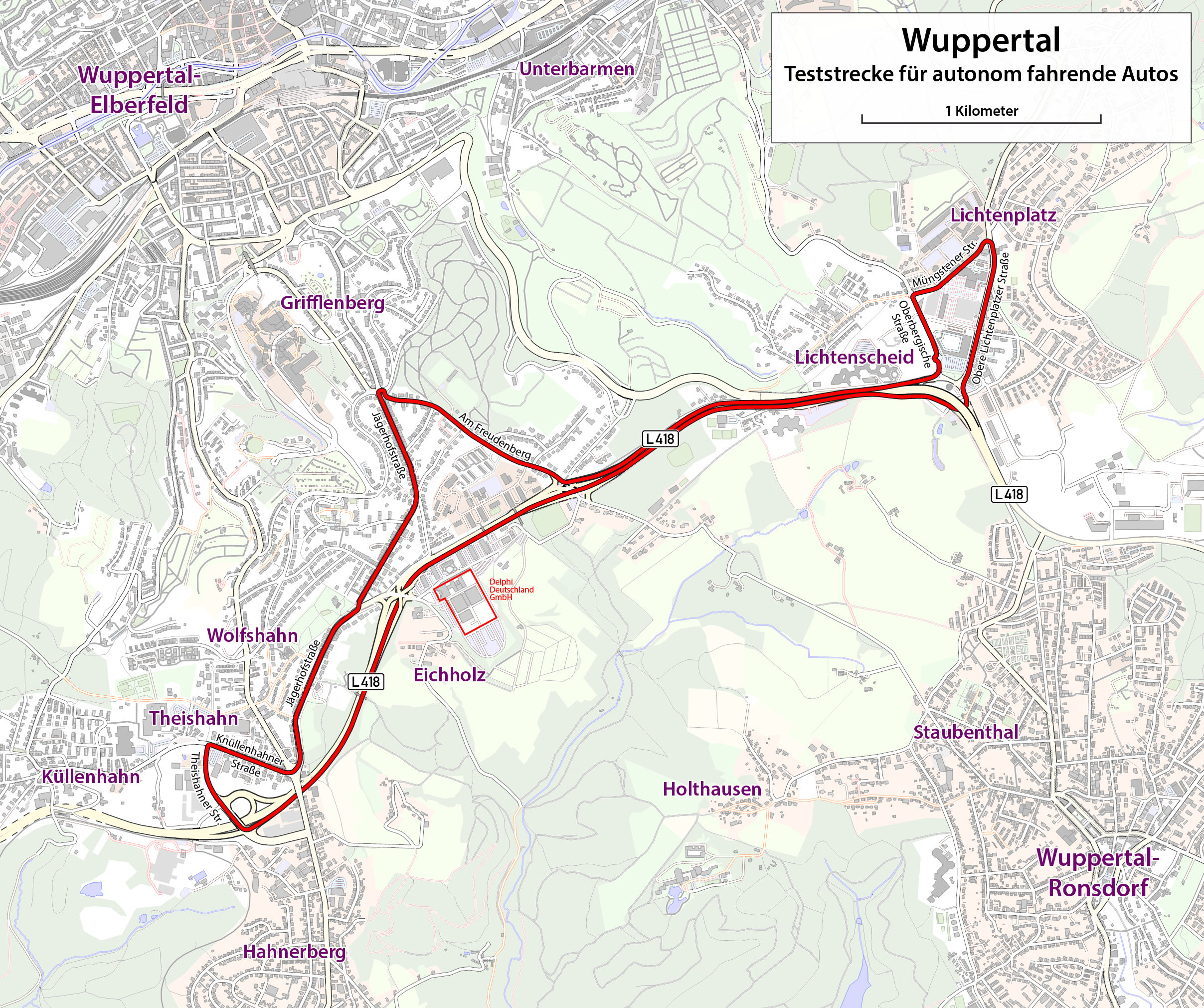
Önvezető autók tesztpályája (Wuppertal, Németország, 2015)

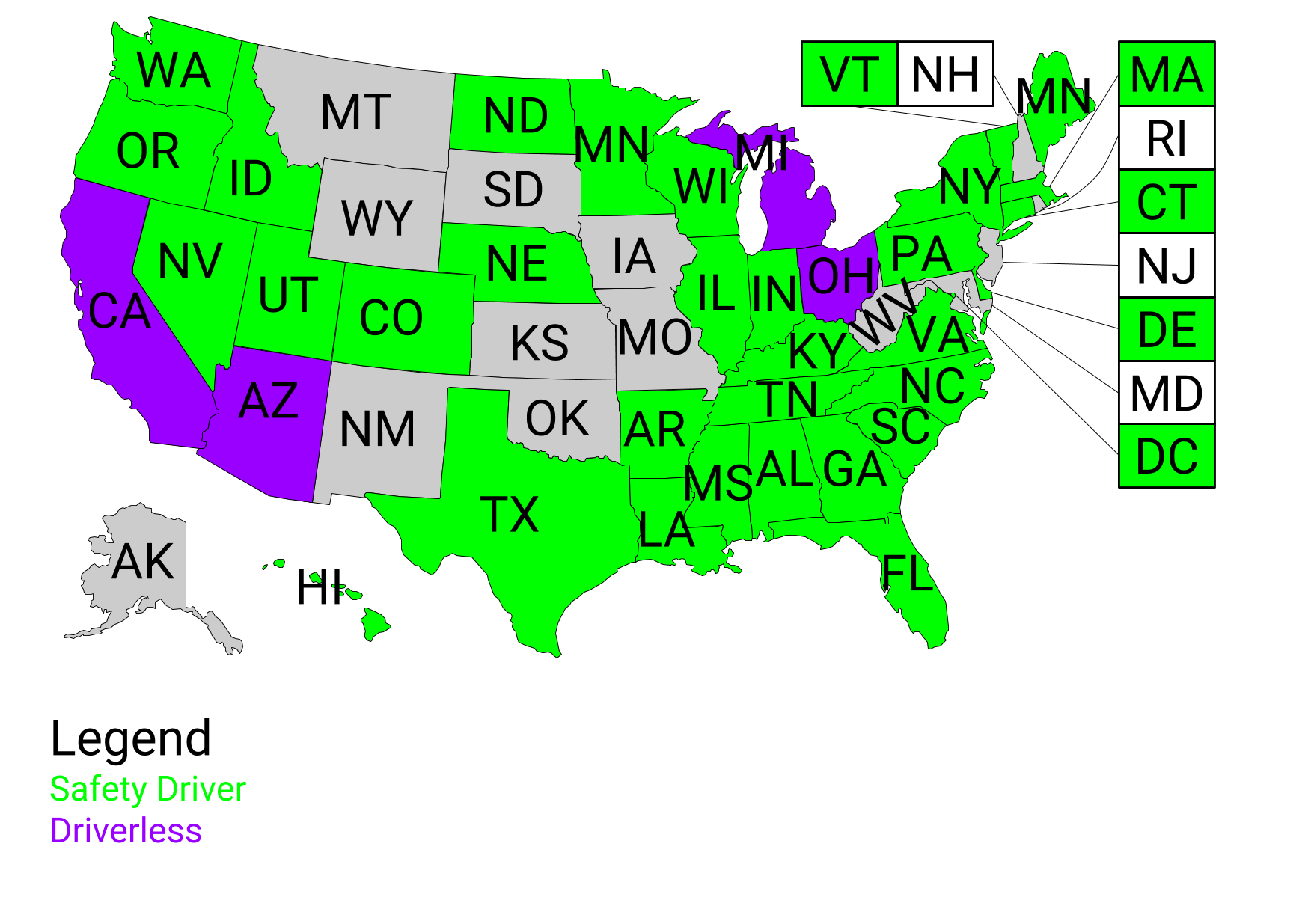
Vezető nélküli autók közúti tesztelését lehetővé tevő USA államok (zöld színnel jelölve) 2016-ban

A járművek és részegységeik tesztelési folyamatai – automatizáltsági szintjükhöz igazodva – történhetnek virtuálisan (például számítógépes szimulációval, laboratóriumban), illetve valós körülmények között zárt (közforgalom elől elzárt) tesztpályán vagy – országonként eltérően, általában feltételekhez kötötten – közúton. Általánosságban elmondható azonban, hogy a feltételes (azaz a 3-as) vagy magasabb szinten automatizált járművek közúti környezetben történő tesztelése során is olyan vezető felügyeli és monitorozza a megfelelő működést, aki szükség esetén átveszi a jármű irányítását.

### Magyarországi tesztpálya és közúti tesztelés
A növekvő és speciális járműipari tesztigényeket felismerve Magyarországon mind a közúti, mind pedig a zártpályás tesztelés lehetőségének kialakítása céljából jelentős lépések történtek a járműipari fejlesztések támogatására.
2016 nyarán döntés született egy – a magasan automatizált járművek tesztelésére is alkalmas – járműipari tesztpálya Zalaegerszegen történő megvalósításáról. A projekt első üteme várhatóan 2018 közepére megvalósul, melynek során megépül a járműdinamikai tesztek egyik leggyakrabban használt eleme, a dinamikai felület, továbbá az automatizált járművek tesztelésére szolgáló specifikus városi környezetet szimuláló területrész bizonyos elemei és kialakításra kerül az úgynevezett kezelhetőségi pálya, valamint a féktesztekre alkalmas modul is, melyeket kiszolgáló épületek és kapcsolódó belső infrastruktúra támogat. A második fázisban – 2018 és 2020 között – bővítésre kerül az önvezető autók tesztelését szolgáló rész, valamint kialakításra kerülnek további modulok, pályaelemek is.
A hazai jármű és részegységfejlesztés további támogatásaként – a zártpályás tesztelés kialakítása mellett – a közlekedésért felelős miniszter 2017. április 12-én kiadott rendelete lehetővé tette a Magyarország közútjain történő tesztelést az ún. „fejlesztési célú autonóm jármű” esetében is, ilyen tesztelést természetesen csak a jogszabályban előírt feltételeket teljesítő és ezt követően nyilvántartásba vett járműfejlesztő végezheti szigorúan meghatározott feltételek között.

## Története

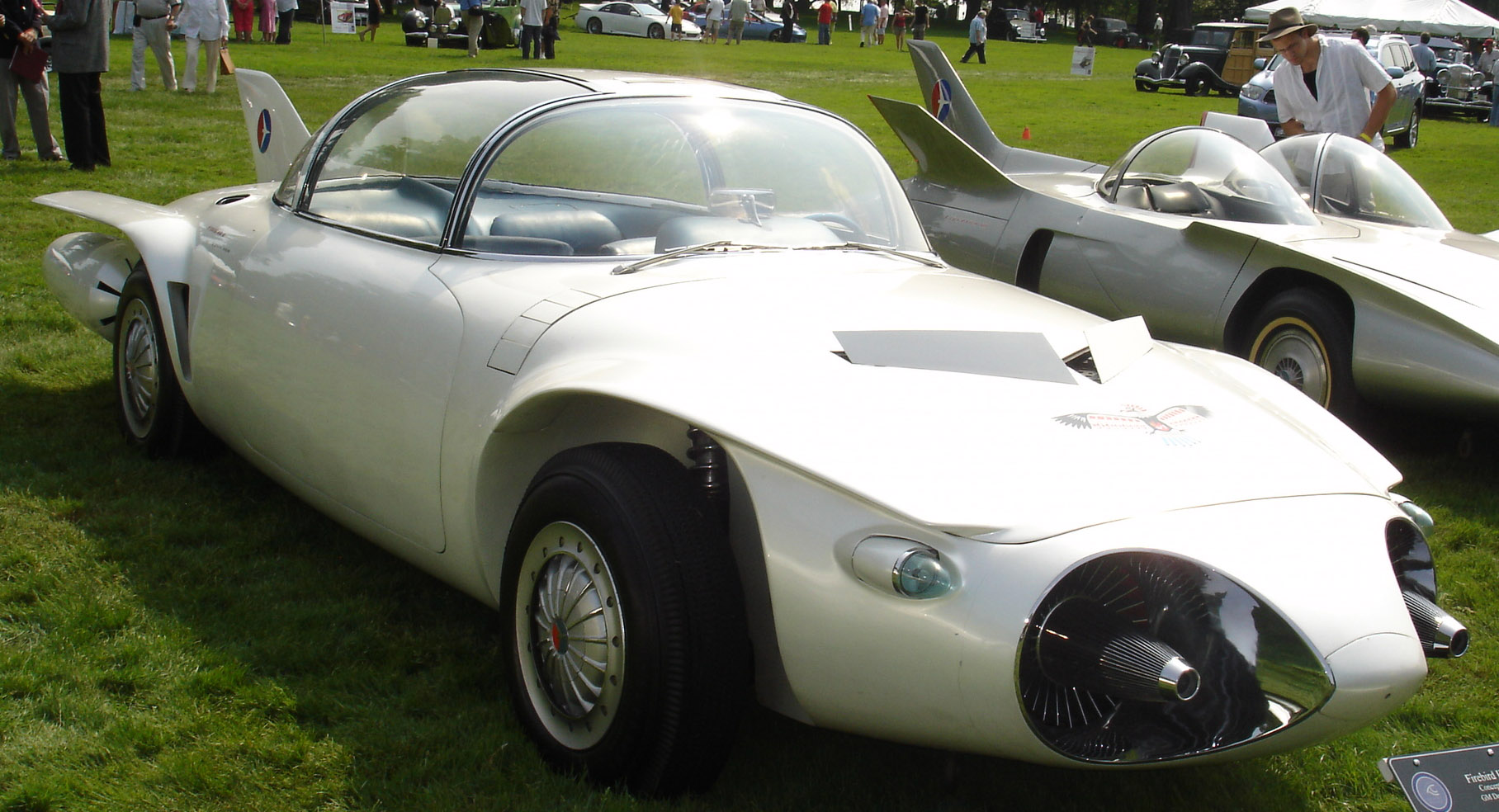
Az 1953-ban bemutatott Firebird II. tanulmányautó sávkövetésre volt képes tanulmánypályán, ahol a sávszéleket fémtartalmú festékkel jelezték. Úgy reklámozták, mint „értelmes autó”

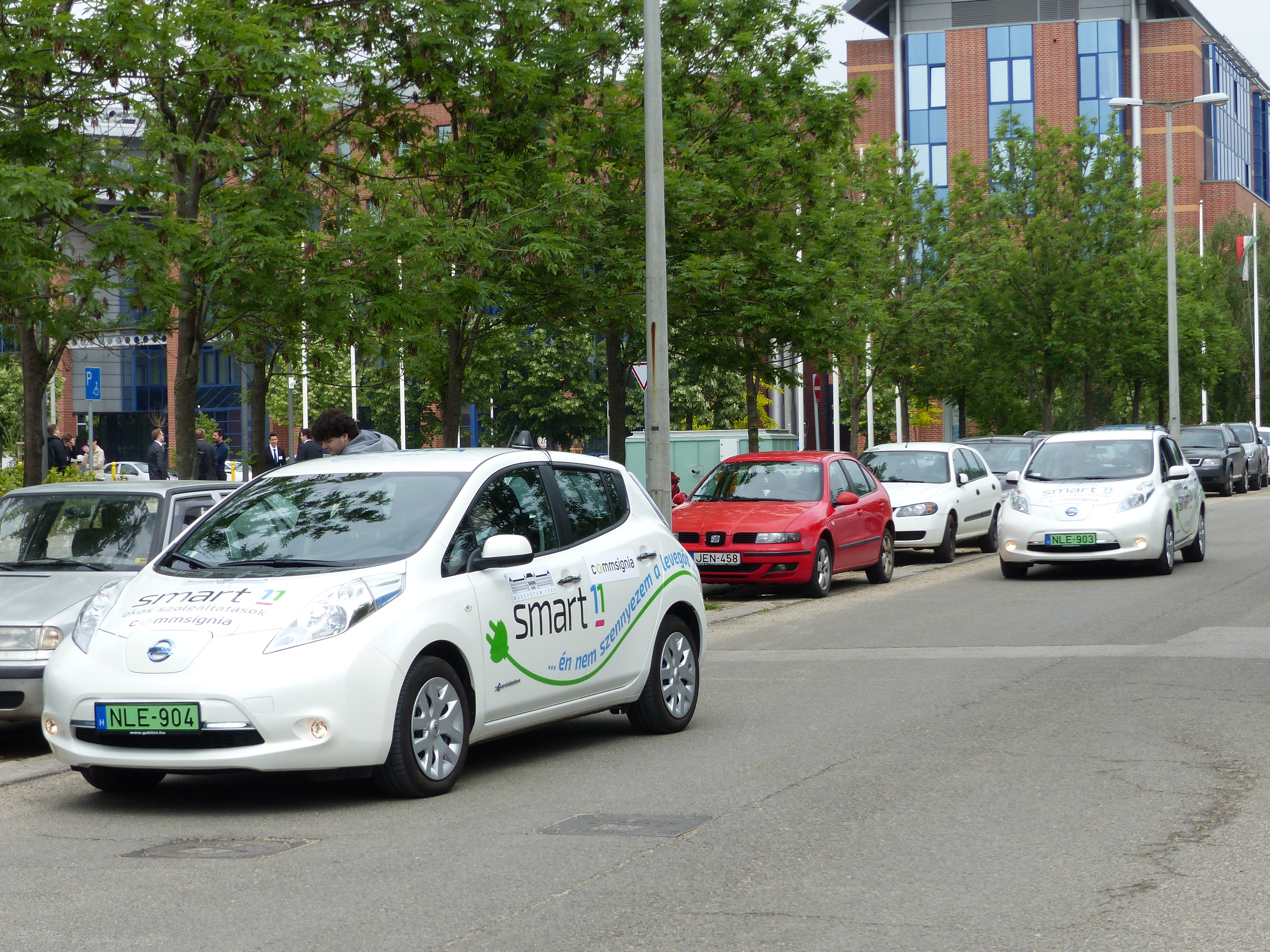
Önvezető autók – BME HIT Kutatócsoport, 2016.05.11

Az önvezető autó nem a 21. század ötlete: a sci-fin kívül már 1968-ban létrehoztak ilyen járművet a német Continental gumigyár megbízásából, amikor egy Mercedes 250-est (W114) szereltek fel különböző érzékelőkkel és nyomkövetőkkel, a kocsi pedig a jeladóival a tesztpályán elhelyezett huzalt követte. A járművet eközben egy kontrollhelyiségből figyelték. Ennek az autónak nem kényelmi okokból spórolták ki a sofőrjét, hanem biztonsági céllal, hogy programozott körülmények között tesztelhessenek gumiabroncsokat, mert így sikerült kiiktatni a mérések pontosságát egyébként jelentős mértékben befolyásoló emberi tényezőt, a biztonság szempontjából pontosabb adatokat kapva. A tesztautót végül hat év után, 1974-ben nyugdíjazták.
A 21. században jelentős változáson megy keresztül a közlekedés, hiszen ezen a területen is rohamtempóban gyűrűznek be az informatika és az infokommunikációs technológia legkorszerűbb megoldásai. Ezek a változások alapvetően a közlekedés egyre nagyobb fokú automatizálásához vezetnek. Az autonóm jármű és a kapcsolódó infrastruktúra fejlesztések területe olyan új irány, amely erősen interdiszciplináris jellegű problémákat feszeget, hiszen figyelembe kell venni a műszaki, a gazdasági, a jogi és a társadalmi aspektusokat egyaránt.
Az autonóm, önvezető autó kifejlesztésén egymástól függetlenül több cég, így a Google, a Nissan és a Tesla Motors is dolgozik. A Nissan 2014 közepén úgy tervezte, hogy a cég által fejlesztett és 2014 eleje óta tesztüzemben működő önvezető Nissan Leaf-et 2018-ban kereskedelmi forgalomba hozza, amennyiben ennek jogi feltételeit meg lehet teremteni. A Daimler ugyanebben az évben 2025-re becsülte az önvezető kamionok piaci bevezetését, amivel jelentősen csökkenteni lehetne a hivatásos sofőrök fáradtságából eredő balesetek számát. 2014-ben hét vállalat kapott engedélyt San José városától (USA), hogy önvezető autót teszteljen a város erre kijelölt zónájában: ezek a Volkswagen/Audi, a Mercedes-Benz, a Google, a Delphi Automotive, a Tesla Motors, a Bosch és a Nissan.
Hollandiában és Nagy Britanniában 2015-től kísérleti jelleggel közlekedhetnek önvezető autók meghatározott közutakon is.
2014. december 22-én a Google bejelentette, hogy az elkészült önvezető autó prototípusát teszteli San Joséban, illetve 2015-től közúton is. A cég az autót a prototípus elkészültétől számított öt éven belül tervezi kereskedelmi forgalomba hozni, sorozatgyártásához pedig autóipari partnereket keres. 
2015 szeptemberében Magyarországon megalakult a RECAR Autonóm Jármű Kutató Központ a BME Közlekedésmérnöki és Járműmérnöki Karának (KJK) gondozásában, amelyhez csatlakozott a BME VIK, az ELTE IK és az MTA SZTAKI is. A RECAR célja a partnerek kompetenciáinak egyesítése, és a szinergiák kihasználása. A tervezett fejlesztések által elérhető a járműipar munkavállalói és kutatói bázisának megerősítése Magyarországon, mely egy különösen innovatív területen valósulna meg. Ezek mind a régió, mind az ország szempontjából alapvető fontosságúak, és hosszú távon biztosítják a nemzetgazdaság versenyképességét és sikerességét.
Magyarországon továbbá a számítógépes látással, mesterséges intelligenciával és navigációs szoftverfejlesztéssel foglalkozó AdasWorks Kft. gyárt vezetéstámogató rendszereket. A vállalat – ami ekkor már AImotive névre hallgatott – 2017 nyarán engedélyt kapott a magyar hatóságoktól, hogy önvezető autóit a forgalomban tesztelje, így azok a magyarországi közutakon is megjelentek.
Az autó felépítését alapjaiban kell megváltoztatni: a beágyazott processzorok teljesítménye az elmúlt években több százszorosára nőtt, ami lehetővé teszi, hogy a jelenleg összetett, több mikroprocesszoron futó rendszereket egyetlen nagyteljesítményű alkalmazásprocesszorra és az azon futó integrált szoftverünkre cseréljük le.
2022. júniusában a GM és Honda hátterű Cruise San Franciscoban elindította kereskedelmi robottaxi szolgáltatását. A vezető nélküli robottaxik a tesztidőszak alatt csak kedvező időjárási viszonyok esetén, 22 és 6 óra között, és meghatározott utcákra kaptak közlekedési engedélyt. A tesztidőszak első hetében előfordult, hogy egyidőben több robottaxi is egyszerűen leállt a forgalomban, jelentős torlódást okozva ezzel a városban. Az esetet az üzemeltető elismerte, de nem adott magyarázatot a meghibásodás okára, vagy hogy az eset ismétlődhet-e.

## Elterjedésével kapcsolatos kérdések

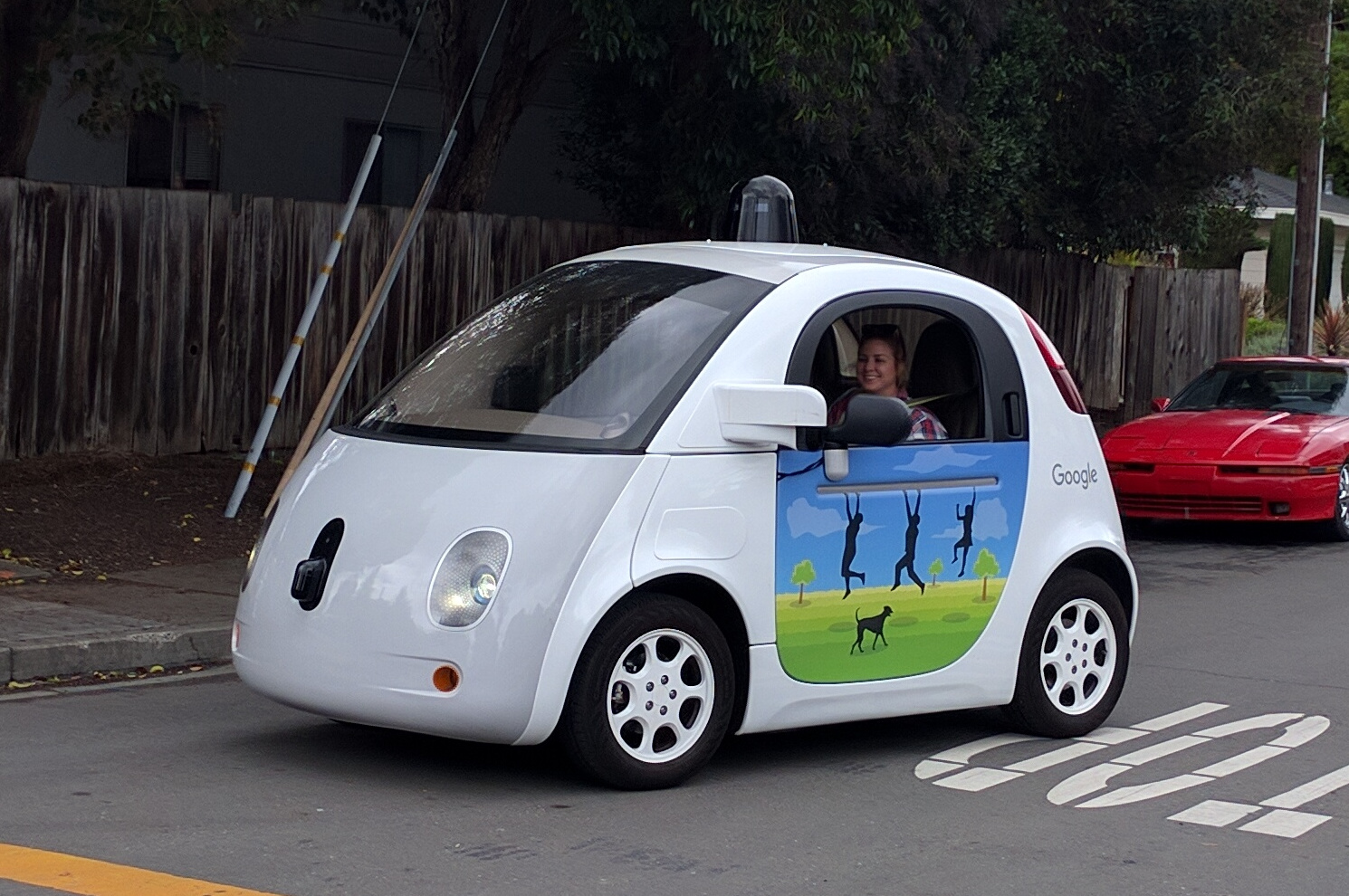
A Google önjáró (önvezető) autója, 2016. március

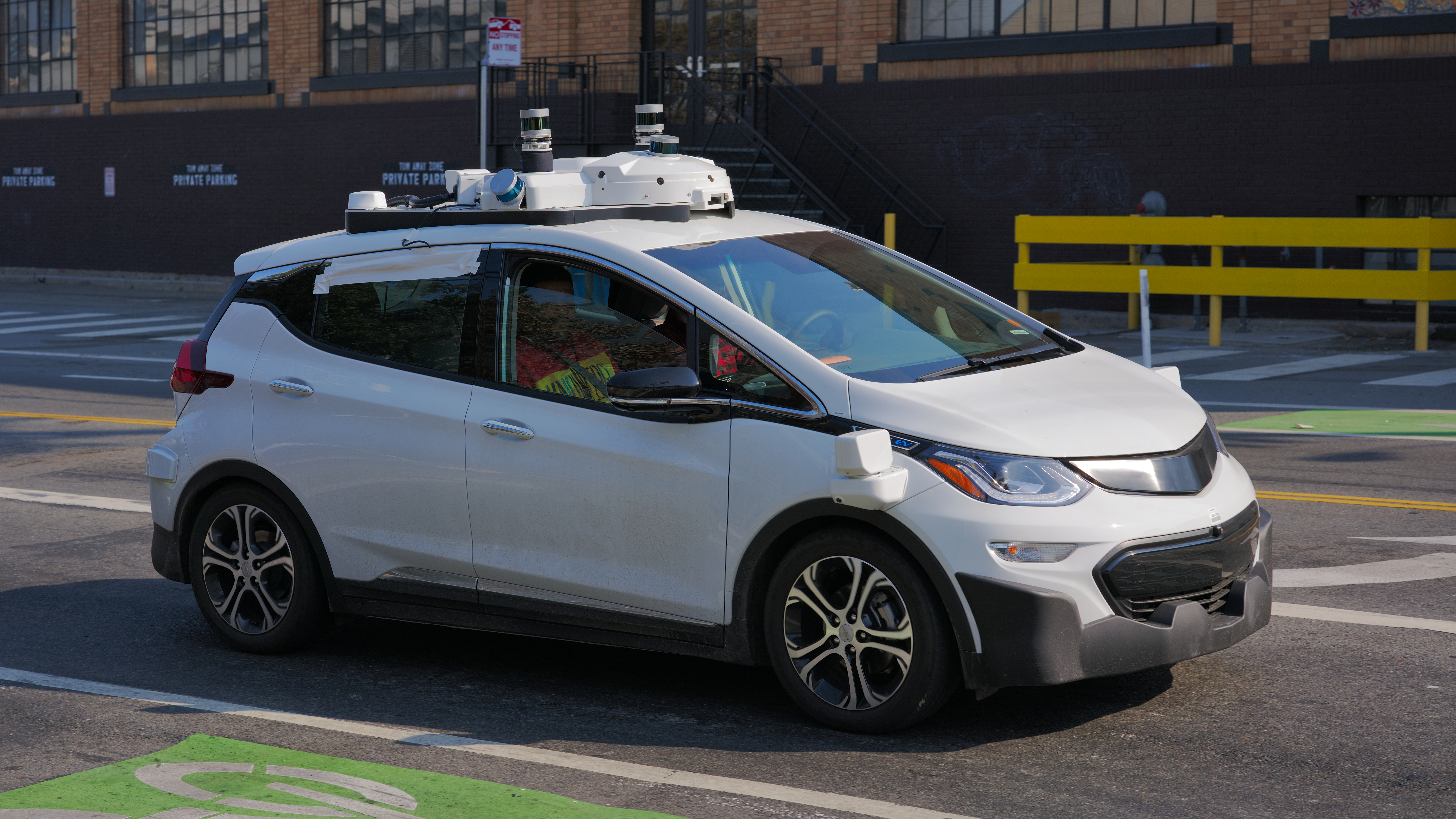
A Cruise önvezető autója, 2017-ben San Franciscoban

Az önvezető autó előnyei közé tartozik, hogy az emberi tevékenység kiküszöbölésével elkerülhetők az emberi eredetű hibák (pl. figyelmetlenség, fáradtság, elalvás, bódult állapot, indokolatlan kockázatvállalás, stb), így jelentősen csökkenthető a közúti balesetek száma.
Fontos, de egyelőre tisztázatlan jogi kérdés, hogy az önvezető autó részvételével történt balesetekért ki és milyen arányban viseli a felelősséget.
Szintén kérdés, hogy az autóvezetők mennyire bíznának meg egy automatában és hajlandóak-e lemondani a vezetés élményéről. Az a kérdés is felmerül, hogy önvezető járműnél megengedhető-e az automatika kikapcsolása és az emberi irányítás.
A Boston Consulting Group 2016-os tanulmánya szerint az önvezető autók (különösen az önvezető taxik) elterjedése várhatóan együtt jár majd azzal, hogy az utasok egy része hajlandó lesz másokkal megosztani az általa használt autót, ezért a folyamat jelentősen csökkentheti a közlekedő autók számát, a fosszilis üzemanyag-fogyasztást és így a városok légszennyezettségét is.
Ugyanakkor az is látszik, hogy ennek a technológiának a biztonságos használata egyelőre nem garantált, tekintettel arra, hogy az ehhez szükséges mesterséges intelligencia, mely az emberhez hasonlóan képes tanulásra, szituációk megkülönböztetésére és bizonyos szintű előrelátására, egyelőre nem áll rendelkezésre. Emiatt halálos baleseteket is okoztak önvezetőnek mondott autók, de tesztek is igazolták, hogy számos közlekedési szituációt a járművek rendszerei nem képesek felismerni. Az önvezetés elterjedése a közutakon emiatt egyelőre várat magára. Utóbb az amerikai közlekedési hatóságok is elkezdtek vizsgálódni a Tesla autóinak balesetei után, mivel szerintük a cég marketingje megtévesztően hangsúlyozta az önvezetést, amitől a járművezetők túlzottan a vezetéstámogató rendszerre hagyták az autók irányítását. A balesetek illetve a vizsgálat idején a Tesla autói még csak 2-es szintű részleges automatizáltsággal rendelkeztek, ahol a vezetés-támogató rendszer csak segítheti a vezetést, de a jármű teljes mértékben emberi irányítás alatt áll. Éppen ezért megtévesztő, hogy bár a Tesla kihangsúlyozza a fejlett támogatást nyújtó szolgáltatáscsomagjának korlátait, ugyanakkor „Full Self-Driving” néven árulja azt. Egy 2022. októberi teszt során például azt tapasztalták, hogy a Tesla béta verziójú önvezető rendszere nem állt meg egy olyan iskolabusz mögött, amelynek az oldaláról kihajtottak egy villogó stop-táblát.
2015–19 között számos gyártó prognosztizálta az önvezetés elterjedését 2021–22-re, azonban a fentebbi problémák arra utalnak, hogy ez inkább egyfajta reklám volt. Elon Musk, a Tesla vezére 2022 tavaszán többedszer nevezte meg azt az időt, amikor az önvezető autói biztonságosan működni fognak, ezt ezúttal jövő évre, 2023-ra tette, de ezt a bejelentést is fenntartással kezelték. Végül ez sem valósult meg.
2022 októberében a Bloomberg egy hosszú cikkben foglalkozott az önvezető autókkal, itt több nyilatkozó szakember is kétségének adott hangot a technológiával kapcsolatban. A kritikák leginkább annak szóltak, hogy az önvezető autók ennyi idő és ráfordított temérdek támogatás ellenére sem képesek egyszerű közlekedési szituációkat megkülönböztetni és megfelelően reagálni rájuk, illetve csak nappal működnek az elvárások szerint, ezért volt, aki „átverésnek”, más a gyártók „hobbijának” értékelte ezeket a járműveket.
2023 nyarán született először ítélet egy önvezető autó okozta halálos baleset miatt. Az eset még 2018-ban történt Arizonában, mikor egy felügyelő sofőrrel rendelkező önvezető taxi elütött egy úttesten biciklijét áttoló nőt, aki belehalt a sérüléseibe. Noha a sofőrnek kellett volna közbeavatkoznia ilyen esetekben, ez nem történt meg, mert az illető a telefonját nézte. A sofőr állítása szerint a taxis cég alkalmazását figyelte, mikor az áldozat „a semmiből a kocsi elé lépett”. A balesetet követően a cég visszavonta az önvezető taxijait, az akkori helyi kormányzó pedig rendeletben tiltotta be a további hasonló teszteléseket. A bíróság öt év után végül három év felfüggesztett börtönre ítélte a sofőrt.
2023 októberére a Cruise nevű önvezető taxiszolgáltató működését felfüggesztette a helyi kaliforniai hatóság, miután az egyik taxi nem állt le egy baleset során egy alá eső ember miatt, hanem tovább vonszolta métereken át. A betiltást az is indokolta, hogy a cég taxijaival korábban is előfordultak üzemzavarok.
Egy, az Instagramon 2024. április 1-én közzétett videón, a WAYMO robotaxi táblafelismerő rendszere az út mellett álló személy stoptáblás pólóját is közlekedési táblaként értelmezte, ezért az autó megállt. Az eset rámutat arra, hogy a hasonló módszerrel önkényesen megtéveszthető táblafelismerő rendszerek további működési kockázatot jelenthetnek; valószínűsíthető például, hogy a WAYMO táblafelismerő rendszere egy indokolatlanul magas sebességhatárt engedélyező házilag készített táblát is figyelembe venne.

### Kérdéses szempontok
Az önvezető autók kapcsán több mítosz is terjedni kezdett, amik főleg a külsőt, a működést vagy az árat érintették.
- A külső teljesen más lesz – ez nem valószínű, hisz az önvezető autóknak is vonzó termékeknek kell lenniük, ezen kívül ugyanazokkal a kényelmi és biztonsági tulajdonságokkal kell rendelkezniük, mint a hagyományosabb autónak.
- A szoftverezettség minden körülmények között működni fog – ez csak abban az esetben lehetséges, ha a környezet is rendelkezik megfelelő infrastruktúrával, érzékelőkkel, amik közvetítik az autó felé a körülményeket, viszont sok helyen ilyenek nem kerülhetnek kialakításra, illetve egy hirtelen változást (kidőlő fa, olajátfolyás stb.) sem tudnak megfelelő biztonsággal közvetíteni, tehát ez nem valószínű.
- Elvész a vezetés élménye – egyik autógyártó sem akarja teljesen kiiktatni az emberi közreműködést, már csak biztonsági okokból sem, csupán azt tervezik lehetővé tenni, hogy huzamosabb, unalmas szakaszokon, például autópályán ne a vezetésre kelljen figyelni.
- Az önvezető autókat meg lehet hekkelni – volt ilyenre is példa, de ritkán, a gyártók pedig igyekszenek a rendszerek tervezésekor kivédeni a külső beavatkozás lehetőségét.
- Parkolóhelyek szabadulnak fel általuk: parkolóhelyek csak a közösségi autómegosztás révén tudnak felszabadulni, saját tulajdonú autók, akár önvezetők, akár nem – ugyanúgy parkolóhelyeket foglalnak. Az önvezetéssel remélik az autómegosztás fellendülését is.
- A kész technológia mellé már csak a jogi környezet hiányzik – mint fentebb is olvasható a technológia még messze nincs kész, ettől függetlenül a jogi környezetet több ország is kész módosítani a technológia érdekében.
- Élet-halál döntés meghozatala – az önvezetők autók szoftvere nincs azon a szinten (lásd mesterséges intelligencia), hogy ilyen döntést meghozzon, jelenleg csak az emberek által beprogramozott protokollok mentén tud működni.
- Az önvezetés drága, ezért nem terjed el – jelenleg, 2022-ben valóban az, de az esetleges elterjedése maga után vonhatja a költségcsökkenést az egyes járművekre vetített alacsonyabb költségekkel, plusz a várakozások szerint az önvezetők autók kevesebb súlyos balesetet okoznak, ami kevesebb javítási költséggel járna. Ha pedig megvalósul velük a már említett közösségi autómegosztás a költségek további csökkenését remélik.

Kína legnagyobb elektromos autókat gyártó cége, a BYD 2023-as nyilatkozata szerint az automatizálásnak az autógyártásban lehet inkább szerepe, semmint az önvezetésben, ezzel kapcsolatban lényegében a fentebbi érveket hozták fel.